# بترا فيتكوفا
بترا فيتكوفا مواليد 18 أغسطس 1979 في براغ، هي لاعبة كرة يد تشيكية تلعب كمحور. مثلت منتخب التشيك لكرة اليد للسيدات.

## سجل المنافسة
شاركت في البطولات التالية:
- بطولة العالم لكرة اليد للسيدات 2013
- بطولة أوروبا لكرة اليد للسيدات 2012